# Sudafrica ai XXIII Giochi olimpici invernali
Il Sudafrica ha partecipato XXIII Giochi olimpici invernali, che si sono svolti dal 9 al 28 febbraio 2018 a PyeongChang in Corea del Sud, con una delegazione composta da 1 atleta.

## Sci alpino
Il Sudafrica ha schierato nello sci alpino Connor Wilson.
| Atleta        | Evento          | Run 1 | Run 1  | Run 2 | Run 2  | Totale | Totale |
| Atleta        | Evento          | Tempo | Posiz. | Tempo | Posiz. | Tempo  | Posiz. |
| ------------- | --------------- | ----- | ------ | ----- | ------ | ------ | ------ |
| Connor Wilson | Slalom gigante  | DNF   | DNF    | DNF   | DNF    | DNF    | DNF    |
| Connor Wilson | Slalom speciale | DNF   | DNF    | DNF   | DNF    | DNF    | DNF    |